# Emily Tennant
Emily Tennant (* 9. August 1990 in Vancouver, British Columbia) ist eine kanadische Schauspielerin. Sie ist bekannt für ihre Rolle als Ivy Young in Mr. Young sowie als Sarah in Triple Dog. Sie ist auch unter ihrem Künstlernamen Emily Tenant bekannt.

## Leben und Karriere
Emily Tennant wurde im August 1990 im kanadischen Vancouver geboren und wuchs in der Vorstadt auf. Sie sammelte schon in jungen Jahren Schauspielerfahrung bei Werbefilmen. 2000 spielte sie ihre erste Rolle in der romantischen Komödie Single-Alarm – Unser Vater braucht ’ne Frau!. Seitdem ist sie in mehreren kleinen Rollen zu sehen. 2004 spielte sie eine wiederkehrende Rolle in der Comedy-Horror-Serie Kingdom Hospital. Sie war 2009 im Weihnachtsfilm Christmas in Canaan, sowie in dessen Fortsetzung Christmas Comes Home to Canaan aus dem Jahr 2011 zu sehen. 2009 gewann Tennant einen Leo Award in der Kategorie Beste Schauspielerin in einem Kurzfilm (Best Performance by a Female in a Short Drama) für ihre Arbeit in Valentines. Von 2011 bis 2013 übernahm sie eine Hauptrolle als Adams Schwester Ivy in der kanadischen Jugendserie Mr. Young. Es schlossen sich diverse Gastauftritte in Fernsehserien, verschiedene Filmrollen sowie Synchronarbeiten an. Ihr Schaffen umfasst mehr als 90 Produktionen.

## Filmografie (Auswahl)
- 2000: Dark Angel (Fernsehserie, Episode 1x01)
- 2000: Single-Alarm – Unser Vater braucht ’ne Frau! (Personally Yours, Fernsehfilm)
- 2002: The Rhino Brothers
- 2002: Killer Bees!
- 2004: Scooby Doo 2 – Die Monster sind los (Scooby Doo 2: Monsters Unleashed)
- 2004: I, Robot
- 2005: Eine für 4 (The Sisterhood of the Traveling Pants)
- 2007: Ants on a Plane – Tod im Handgepäck (Destination: Infestation, Fernsehfilm)
- 2008: Riddles of the Sphinx (Fernsehfilm)
- 2008: Valentines (Kurzfilm)
- 2009: Zombie Punch’
- 2009: I Love You, Beth Cooper
- 2009: Jennifer’s Body – Jungs nach ihrem Geschmack (Jennifer’s Body)
- 2009: Christmas in Canaan (Fernsehfilm)
- 2004: Kingdom Hospital (Fernsehserie, 6 Episoden)
- 2006: Masters of Horror (Fernsehserie, Episode 2x02)
- 2008: Sanctuary – Wächter der Kreaturen (Sanctuary, Fernsehserie, Episode 1x10)
- 2009: Supernatural (Fernsehserie, Episode 5x05)
- 2010: Frankie & Alice
- 2010: Flicka 2 – Freunde fürs Leben (Flicka 2)
- 2010: Triple Dog
- 2010: Eine total verrückte Bescherung (Battle of the Bulbs, Fernsehfilm)
- 2011: Weihnachten voller Hoffnung (Christmas Comes Home to Canaan)
- 2011–2013: Mr. Young (Fernsehserie, 60 Episoden)
- 2014: Die Spielzeugfabrik (Some Assembly Required, Fernsehserie, Episode 2x03)
- 2014: Supernatural (Fernsehserie, Episode 10x04)
- 2014–2015: Cedar Cove – Das Gesetz des Herzens (Cedar Cove, Fernsehserie, 10 Episoden)
- 2016: USS Indianapolis: Men of Courage
- 2016: Motive (Fernsehserie, 2 Episoden)
- 2016–2017: Legends of Tomorrow (Fernsehserie, 2 Episoden)
- 2017: Dirk Gentlys holistische Detektei (Dirk Gently’s Holistic Detective Agency, Fernsehserie, 5 Episoden)
- 2017: Marry Me At Christmas – Ein Fest zum Verlieben (Fernsehfilm)
- 2018: Open 24 Hours
- 2019: Supergirl (Fernsehserie, Episode 4x19)
- 2019: Charmed (Fernsehserie, Episode 1x14)
- 2020: Sniper: Assassin’s End
- 2021: Doomsday Mom (Fernsehfilm)
- 2021: Two Sentence Horror Stories (Fernsehserie, Episode 3x04)
- 2021: A Picture Perfect Wedding (Fernsehfilm)
- 2021: A Kindhearted Christmas (Fernsehfilm)
- 2022: Planning on Forever (Fernsehfilm)
- 2022: Influencer
- 2023: A Deadly Surrogacy (Fernsehfilm)
- 2023: The Nanny’s Secrets (The Watchful Eye, Fernsehserie, 5 Episoden)
- 2023: Holiday Hotline (Fernsehfilm)
- 2023: Zoe.mp4
- 2024: Alert: Missing Persons Unit (Fernsehserie, Episode 2x06)
- 2024: Bonds Will Be Broken (Fernsehfilm)
- 2024: All I Need for Christmas (Fernsehfilm)
- seit 2024: Ninjago: Aufstieg der Drachen (Fernsehserie)
- 2025: The Wish Swap (Fernsehfilm)